# Kadifa (biljka)
Kadifa ili kadifica (Tagetes) rod su jednogodišnje ili višegodišnje, uglavnom zeljaste biljke iz familije suncokreta (Asteraceae). Ovaj rod je prvi opisao Line 1753. godine.
Ovaj rod prirodno raste u Severnoj i Južnoj Americi, mada su neke vrste postale ustaljene širom sveta. Jedna vrsta, T. minuta, se smatra štetnom invazivnom biljkom u nekim područjima.

## Opis
Vrste kadifa variraju u pogledu njihove veličine od 0,1 do 2,2 m. Većina vrsta ima pinaciono zeleno lišće. Cvetovi se prirodno javljaju u zlatnoj, narandžastoj, žutoj i beloj boji, često s kestenjastim tonovima. Cvetne glave su tipično (1-) do 4–6 cm u prečniku, generalno sa cvetićima raspoređenim u vidu radijalni zrakova ili diskova. U hortikulturi, one se uglavnom uzgajaju kao jednogodišnje biljke, mada i višegodišnje vrste sve više stiču popularnost. One imaju vlaknasto korenje. 
U zavisnosti od vrste, vrste kadife dobro uspevaju u skoro svim tipovima zemljišta. Većina hortikulturnih selekcija dobro uspeva u zemljištu sa dobrom drenažom, mada su poznati i neki kultivari koji dobro podnose sušu.

### Habitati
Nekio od habitata su: Obale, jezera, izvori, mirne vode u potocima, jarci, močvare, vlažne livade, pomorske močvare i livade koje su sklone poplavama, vlažna udubljenja u šumama drveća sa širokim lišćem, snegom pokrivena mestima, ponekad pod vodom.

## Nomenklatura
Ime Tagetes potiče od etrurskog imena Tages, sa značenjem rođen od oranja zemlje. To se verovatno odnosi na lakoću sa kojom biljke ovog roda izlaze svake godine bilo iz semena proizvedenog prethodne godine, ili putem stabljike koja izrasta iz već postojećeg panja.
Ustaljeno ime na engleskom govornom području je „marigold”. Ono je izvedeno iz „Marijino zlato”. Ovo ime se prvobitno odnosilo na sličnu biljku u Evropi, Calendula officinalis.
Najčešće kultivirani varijeteti roda Tagetes su poznati kao afrički marigoldi (što se obično odnosi na kultivare i hibride vrste Tagetes erecta), ili francuski marigoldi (čime se obično misli na hibride i kultivare vrste Tagetes patula, mnogi od kojih su razvijeni u Francuskoj). Takozvani signet marigoldi su hibridi koji su uglavnom izvedeni iz vrste Tagetes tenuifolia.

## Vrste
Prihvaćene vrste
1. [9][10][11]
2. [12][13][14]
3. [15][16][15]
4. [17][18]
5. [19][20][21][22][23]
6. [17][24][25][26][27][28][29]
7. [17][30][16][31]
8. – kadifa sa planine Lemon, meksička kadifa[32]
9. – meksička mintna kadifa, teksaski taragon

## Galerija
- Marigold
- Marigold sa pčelom
-Orgyia antiqua gusenica na kadifi
- (hibridni marigold)
- Tagetes anatomy
- Uzgajanje  cveća
- Uzgajanje  cveća
- Uzgajanje  cveća
- Maksima žuto (Filipini)
- Kadifin cvet
- cvet kadife
- Kadifa u Meksiku

## Literatura
- Rzedowski, J.; Rzedowski, G.C. (2005). Fanerogamic Flora of the Valley of Mexico. II (1st изд.). Mexico City: National School of Biological Sciences, IPN, Institute of Biology.
- Vázquez-García, L. M.; Víveros-Farfán, I. M. G.; Salomé-Castañeda, E. (2002). „Cempasúchil (Tagetes spp.)”. Ornamental Phytogenetic Resources of Mexico. University of the State of Mexico: 28—67.
- Villaseñor, R.; Espinosa G., J. L.; Espinosa G., F. J. (1998). Catalog of weeds of Mexico. Mexico City: National Autonomous University of Mexico, National Consultative Phytosanitary Council, Fund of Economic Culture.
- Heyden, Doris (1987). Symbolism of ceramics from the Templo Mayor. The Aztec Templo Mayor: A Symposium at Dumbarton Oaks. Dumbarton Oaks. ISBN 9780884021490.
- „Humo aromático para los dioses” (PDF) (на језику: шпански). 2016-03-13. Архивирано из оригинала (PDF) 2016-03-13. г. Приступљено 2023-04-15.
- Jäger, Eckehart J.; Ebel, Friedrich; Hanelt, Peter (2008).  Müller, Gerd K., ур. Excursion flora of Germany. Founded by Werner Rothmaler. 5 : Herbaceous ornamental and useful plants. Berlin / Heidelberg: Springer, Spektrum Academic Publisher. стр. 603. ISBN 978-3-8274-0918-8.
- Piña-Vázquez, DM; Mayoral-Peña, Z; Gómez-Sánchez, M; Salazar-Olivo, LA; Arellano-Carbajal, F (18. 4. 2017). „Anthelmintic effect of Psidium guajava and Tagetes erecta on wild-type and Levamisole-resistant Caenorhabditis elegans strains.”. Journal of Ethnopharmacology. 202: 92—96. PMID 28286043. doi:10.1016/j.jep.2017.03.004.
- W. Leigh Hadden; Ruth H. Watkins; Luis W. Levy; Edmundo Regalado; Diana M. Rivadeneira; Richard B. van Breemen; Steven J. Schwartz (1999). „Carotenoid composition of marigold (Tagetes erecta) flower extract used as nutritional supplement”. Journal of Agricultural and Food Chemistry. 47 (10): 4189—4194. Bibcode:1999JAFC...47.4189H. PMID 10552789. doi:10.1021/jf990096k.
- J. T. Ponce-Palafox; J. L. Arredondo Figueroa; E. J. Vernon Carter (2006). „Carotenoids from plants used in diets for the culture of the Pacific white shrimp (Litopenaeus vannamei)” (PDF). Revista Mexicana de Ingeniería Química. 5 (2): 157—165. Архивирано (PDF) из оригинала 2012-03-23. г.
- Rosa Martha Pérez Gutiérrez; Heliodoro Hernández Luna; Sergio Hernández Garrido (2006). „Antioxidant activity of Tagetes erecta essential oil”. Journal of the Chilean Chemical Society. 51 (2): 883—886. doi:10.4067/S0717-97072006000200010 .
- Vastrad, Jyoti V.; Walmiki, Leela N.; Goudar, Giridhar (2017). „Dyeing of cotton yarn with marigold (Tagetes erecta) petals: An emphasis on pre-treatments and mordants” (PDF). Journal of Applied and Natural Science. 9 (2): 1282—1286. doi:10.31018/jans.v9i2.1354 . Приступљено 3. 4. 2020.